# Mixopsis gorgoniaria
Mixopsis gorgoniaria är en fjärilsart som beskrevs av Charles Oberthür 1911. Mixopsis gorgoniaria ingår i släktet Mixopsis och familjen mätare. Inga underarter finns listade i Catalogue of Life.